# Czterej muszkieterowie
Czterej muszkieterowie – amerykańsko-brytyjski film przygodowy na podstawie drugiej części powieści Aleksandra Dumasa Trzej muszkieterowie. Kontynuacja filmu Trzej muszkieterowie z 1973.

## Fabuła
D’Artagnan, Atos, Portos i Aramis walczą w szeregach armii króla, która oblega twierdzę hugenotów – La Rochelle. Ludwik XIII, chcąc ukrócić plotki na temat romansu królowej Anny z księciem Buckingham, postanawia się rozprawić ze zwolennikami Brytyjczyków. Kardynał Richelieu decyduje się porwać powierniczkę królowej, Constance Bonancieux. Zadania podejmuje się Milady. Zakochany w Constance D’Artagnan rusza jej na ratunek.

## Obsada
- Oliver Reed – Atos
- Raquel Welch – Constance de Bonacieux
- Richard Chamberlain – Aramis
- Michael York – D’Artagnan
- Frank Finlay – Porthos
- Christopher Lee – Rochefort
- Geraldine Chaplin – Anna Austriaczka
- Faye Dunaway – Milady
- Roy Kinnear – Planchet
- Michael Gothard – Felton
- Simon Ward – książę Buckingham
- Jean-Pierre Cassel – Ludwik XIII
- Charlton Heston – kardynał Richelieu

## Nagrody i nominacje
Oscary za rok 1975
- Najlepsze kostiumy – Yvonne Blake, Ron Talsky (nominacja)

Nagrody BAFTA 1975
- Najlepsze kostiumy – Yvonne Blake (nominacja)